# JPEG XR
JPEG XR (ранее назывался HD Photo и Windows Media Photo) — формат кодирования и файловый формат для фотографий, разработанный и запатентованный корпорацией Microsoft.
Данный формат поддерживается операционной системой Windows Vista, a также любой ОС с установленным .NET Framework 3.0. Он определяет цветовые форматы для печати и для отображения, кодирование целочисленной и с плавающей запятой для расширения динамического диапазона, опции сжатия с потерями и без, эффективное декодирование для многих разрешений и минимальные затраты компьютерных ресурсов для преобразования или декодирования.
В целом эффективность JPEG XR довольно высока: так, при 85%-м качестве уже практически отсутствуют артефакты. При сравнении с JPEG 2000 на 85 % при меньшем размере файла JPEG XR даёт меньше артефактов.
Достоинства:
- Более эффективное сжатие, чем JPEG, значительно быстрее открываются файлы тех же размеров, что и JPEG2000.
- Поддержка 16bit позволяет хранить снимки с полным охватом цветов размером значительно меньше, чем TIFF.
- Возможность lossless-сжатия (сжатие без потерь, файл меньше аналогичного PNG)
- Возможность использовать альфа-канал (прозрачность).
- Можно использовать не только R8G8B8, но и другие форматы, такие как R32G32B32, YUV, CMYK.
- Стандартизирован ISO и ECMA для свободного использования.
- Корректное отображение метаданных  (в JPEG2000 это реализовано только  на бумаге).
- Поддерживают: XnView; Capture One; Photoshop (через плагин Windows  и OS ping.X[5]).
- Поддержка на начальном уровне крупными производителями программ для обработки фотографий открывает большие перспективы развития данного формата для основных платформ.